# Čech a Němec
Čech a Němec je veselohra, kterou napsal Jan Nepomuk Štěpánek v roce 1816.

## Děj
Štěpánkova dvojjazyčná hra pracuje s postavami, které si navzájem částečně nebo vůbec nerozumějí. Některé mluví jen česky (správcova děvečka Dorotka, mlynář), jiné jen německy (Jirka a mlynářova děvečka Ančička), ostatní buď jen trochu nebo dobře ovládají oba jazyky (žid Aron Bouchem, mlynářova dcera Kačenka, panský správce). Národnost postav je trojí: rodina bohatého mlynáře a student Javorník jsou Češi, ale čeledín Jirka (Görge) a správcova děvečka Ančička (Ännchen) jsou Němci. Aron Bouchem je žid.
Za mlynářovou dcerou Kačenkou chodí protivný správce, který tajně touží po jejím věnu, protože zpronevěřil panské peníze. Kačenka o něj ale nestojí. Správce navede žida Arona, k němuž český mlynář chová důvěru, aby ve mlýně peníze ukradl. Aronovi se to sice podaří, ale peníze ztratí za bouře v lese. Získá je student Javorník, který zabloudil a hledá nocleh ve mlýně. Tam se seznámí s Kačenkou a zamilují se do sebe. Do mlýna přichází desátník, aby správce zatkl, pokud do druhého dne zpronevěřené peníze nevrátí.
Němec Jirka – ukrytý pod senem děvečkou Dorotkou – náhodou vyslechne rozhovor (v němčině) mezi Aronem a správcem. Správce se domáhá ukradených peněz a Aron popisuje, jak o ně přišel. Jirka chce mlynáři povědět, kdo ho připravil o peníze, ale mlynář mu neporozumí. Za zloděje považuje studenta Javorníka, což se mu potvrdí, když ho nachytá se svou dcerou Kačenkou. Javorník ale konečně mlynáři poví, co se přihodilo, a požádá ho o ruku Kačenky.
Hra končí dobře pro všechny: Javorník se ožení Kačenkou, Jirka s Němkou Ančičkou, vdá se i správcova děvečka Dorotka. Velkorysý mlynář vezme na milost jak žida, tak i správce. Toho navíc založí, aby mohl splatit dluh, čímž ho nakonec uchrání od vězení.

## Významná inscenace
V roce 1936 zvolil Klub českých a německých divadelníků (Klub der tschechischen und deutschen Bühnenangehörigen) právě tuto hru jako doklad česko-německé kulturní spolupráce v rámci Československa. Její dvojjazyčná inscenace obsazená českými i německými herci byla provedena celkem čtyřikrát ve Stavovském divadle a v Neues Deutsches Theater.